# Morell (Île-du-Prince-Édouard)
Pour les articles homonymes, voir Morell.
Morell est un village dans le comté de Kings sur l'Île-du-Prince-Édouard, Canada, au nord de Cardigan.
Morell est situé à deux kilomètres de la baie St Peter, un sous-bassin du golfe du Saint-Laurent. L'économie locale est basée sur l'agriculture (fermes de myrtilles sauvages), la pêche d'(homards), l'aquaculture de (moules) et le tourisme.
Incorporé en 1953, la communauté a une superfécie de 1,27 km2.
La plupart des résidents de la région sont de descendance écossaise, anglaise, irlandaise ou française. Les premiers habitants de la communauté de Morell furent des amérindiens d'Archaïque maritime, suivis des micmacs. La rivière Morell était connue sous le nom micmac de Pogooseemkekseboo, qui veut dire “rivière de palourdes”.
La communauté fut nommée par Jean Francois Morel qui s'installa dans la région en 1720 ou 1721 après être arrivé de Saint-Malo, France. Certaines attractions incluent le club de golf et le lieu de vacances Crowbush, le seul lieu de vacances à cinq étoiles dans les provinces de l'Atlantique.

## Démographie
| 2001 | 2006 | 2011 | 2016 |
| ---- | ---- | ---- | ---- |
| 332  | 306  | 313  | 297  |